# Régence d'Urgell

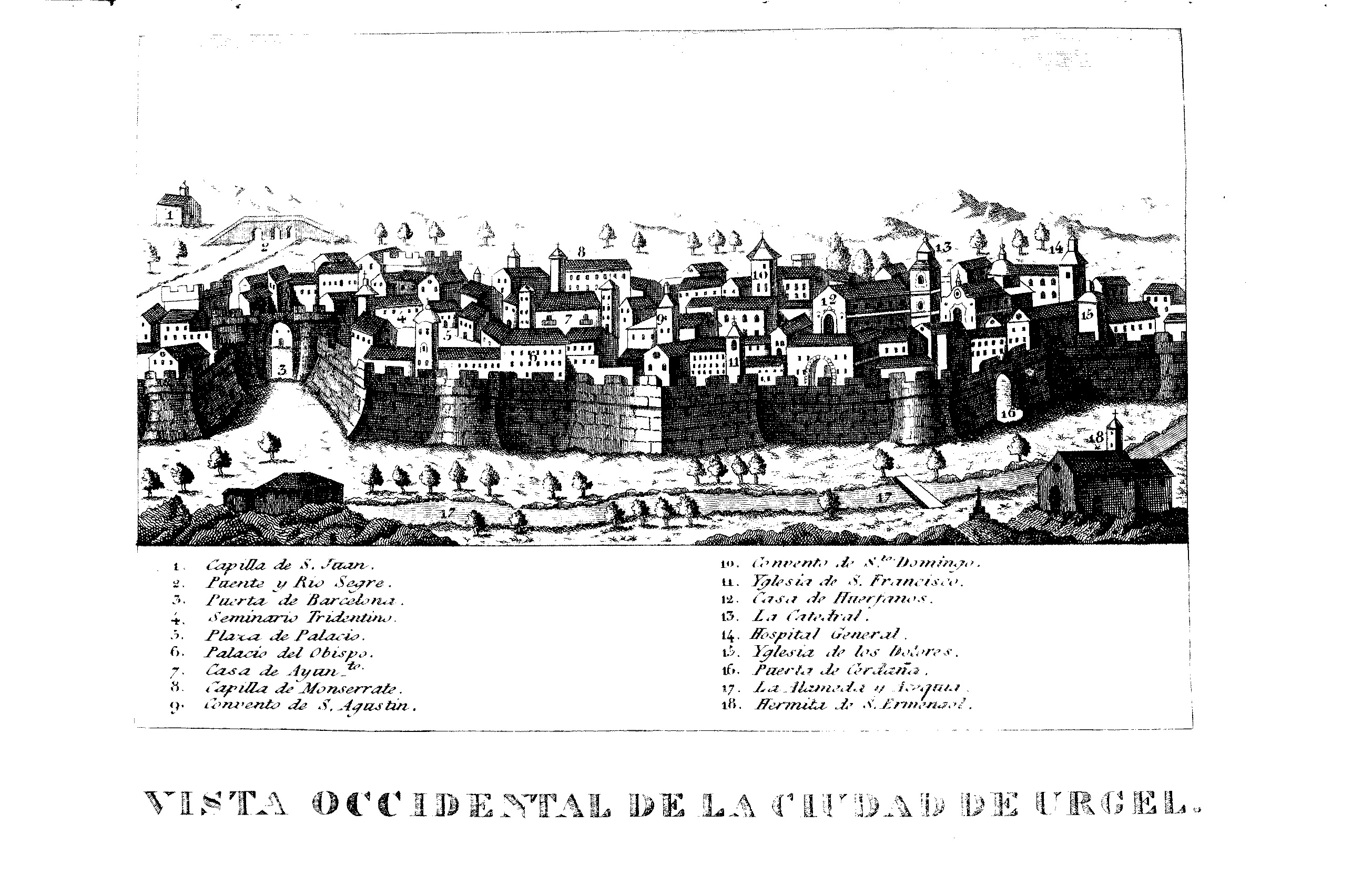
Gravure de La Seu d'Urgell entourée de ses murailles en 1847.

La régence d’Urgell (en catalan : Regència d'Urgell ; en castillan : Regencia de Urgel) est un organe de gouvernement intérim créé par les absolutistes espagnols (es) le 15 août 1822, durant le Triennat libéral, dont le siège se trouvait dans la localité catalane de La Seu d'Urgell, place forte prise par les partidas realistas (milices royalistes) un mois et demi auparavant. La constitution de la régence fut l’un des évènements importants de la guerre civile de 1822-1823 provoquée par le soulèvement des ultra-royalistes, qui rejetaient le régime constitutionnel surgi après la révolution libérale de 1820 et prétendaient restaurer la monarchie absolue. Elle fut présidée par le marquis de Mataflorida, homme de confiance du roi Ferdinand VII, après que ce dernier approuva l’idée de former un gouvernement absolutiste dans une zone « libérée » (hors du contrôle du gouvernement libéral exaltado présidé par Evaristo San Miguel). L’offensive de l’armée constitutionnaliste entre l’automne et l’été 1822-1823, dirigiée par le général Espoz y Mina obligea les royalistes à se réfugier dans la France voisine, y compris les membres de la régence, entraînant la dissolution de cette dernière.

## Contexte
À partir du printemps 1822, le soulèvement royaliste organisé depuis l'exil, qui disposait d’un dense réseau contre-révolutionnaire l'intérieur (au sommet duquel se trouvait le roi Ferdinand VII lui-même), se répandit de sorte que  « pendant l'été et l'automne en Catalogne, au Pays basque et en Navarre, il y eut une véritable guerre civile dont il était impossible de rester à la marge, et dont la population civile sortit très malmenée dans les deux camps : représailles, réquisitions, contributions de guerre, pillages, etc. ». Les royalistes arvinrent à former une armée qui rassembla entre 25 000 et 30 000 hommes.
L’évènement décisif qui lança la guerre civile (ou qui lui donna l’impulsion définitive), fut la prise par les chefs des milices royalistes Romagosa et El Trapense, à la tête d’une troupe de deux mille hommes, de la forteresse de La Seu d'Urgell le 21 juin. Le lendemain, une Junta Superior Provisional de Cataluña (« Junte supérieure provisoire de Catalogne ») y fut établie, qui s’efforça d’organiser une armée régulière et d’établir une administration dans les zones intérieures de la Catalogne occupées par les royalistes,.

## Formation de la régence

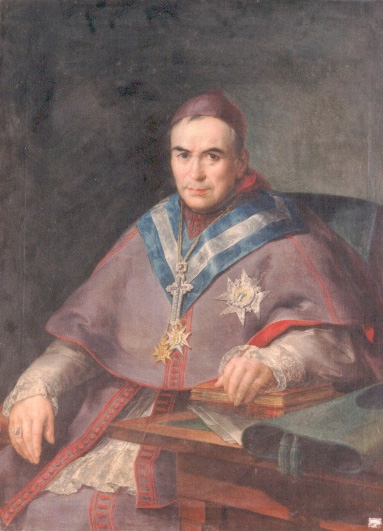
Jaime Creus, archevêque de Tarragone, l’un des trois membres de la régence.

Le 15 août 1822, un mois et demi après la prise de La Seu d'Urgell par les royalistes, celle qui serait connue comme la « régence d'Urgell » y fut établie, « à la demande des peuples » et « désireuse de libérer la Nation et soi Roi du cruel état dans lequel ils se trouvent »,. L’idée d’instaurer une régence avait été défendue par le marquis de Mataflorida — de fait, en juin il avait reçu le mandat du roi pour l’établir —. Il s’agissait de plus d’une des exigences du gouvernement français pour prêter soutien aux royalistes.
La régence fut formée par Mataflorida lui-même, le baron d’Eroles et Jaime Creus, archevêque de Tarragone, conseillés par un petit gouvernement formé de Antonio Gispert, responsable des relations extérieures, Fernando de Ortafà au portefeuille de la Guerre et Domingo María Barrafón, qui tenait les autres secrétariats d'État,,,,. La régence commença à éditer le journal Diario de Urgel.
La création de la régence était justifiée par l’idée, défendue par les royalistes, selon laquelle le roi était « captif », « séquestré » par les libéraux, de la même manière qu’il l'avait été par Napoléon durant la guerre d’indépendance,. La première proclamation de la régence commençait en affirmant qu’elle avait été constituée « pour gouverner [l’Espagne] durant la captivité de S.M.C. le seigneur don Fernando VII ». Un autre des arguments avancés était le manque de soutien populaire qu’avait le régime constitutionnel selon les royalistes. Ainsi, le  Manifiesto que los amantes de la Monarquía hacen a la Nación Española, a las demás potencias y a los Soberanos (« Manifeste que ceux qui aiment la Monarchie font à la Nation Espagnole, aux autres puissances et aux Souverains ») de Mataflorida, qui circula dans toute l’Europe, affirmait : « Le peuple immobile et effrayé n’a pas pris part dans une telle trahison [la révolution] qu’il réprouva toujours avec une indignication silencieuse réprimée par la force ». Le manifestes est considéré comme l’une des références théoriques fondamentales de la contre-révolution du Triennat libéral et son contenu rejoint celui du Manifeste des Perses de 1814, dont la rédaction est également attribuée au marquis de Mataflorida. Le manifeste de 1822 affirmait que bien que Napoléon Bonaparte ait été vaincu dans la péninsule en 1814, « les sommets d’irréligion et de désordres avaient été semées dans les peuples » et « sans Religion [,] sans Roi, et sans coutumes les hommes n’ont jamais pu vivre en paix ». Il affirmait également que Ferdinand VII avait été contraint d’accepter la Constitution de 1812 car sa vie avait été menacée, tout comme lorsqu’il avait promulgué la loi sur la réforme du clergé régulier. Il accusait également les libéraux d’avoir imposé et célébré la Constitution, mais de ne pas la respecter eux-mêmes. Il terminait en faisant un appel aux puissances européennes pour qu’elles interviennent en Espagne et restaurent l'absolutisme.
À partir de la constitution de la régence d’Urgell, qui « avait doté la contre-révolution d’une direction centralisée et d’une certaine cohérence idéologique », les royalistes consolidèrent leur domination sur d’importantes zones du nord-est et du nord de l’Espagne en établissant leurs propres institutions afin d’administrer les territoires qu’ils contrôlaient : Junte de Catalogne, de Navarre, d’Aragon, de Sigüenza et du Pays basque, cette dernière présidée par le général Vicente Genaro de Quesada et qui disposait d’un membre pour chacune des trois provinces.
D’autre part, la formation de la régence fut reçue avec enthousiasme par les cours européennes, bien que modérément par la française, car la régence affichait comme objectif la restauration de l’absolutisme, tandis que la France préférait l’établissement d’un régime de charte octroyée, comme le sien. Un représentant de la régence, le comte d’Espagne, se rendit au congrès de Vienne, tandis que le gouvernement espagnol n’y fut pas invité.

## Fin de la régence
Pour faire face à la situation critique vécue dans la moitié nord de l'Espagne, des Cortès extraordinaires furent convoquées, inaugurées le 7 octobre. Là, une série de décisions furent prises pour arrêter l'offensive royaliste. Pour sa part, le gouvernement dirigé par Evaristo San Miguel décréta en octobre 1822 une quinta générale extraordinaire destinée à recruter 30 000 soldats et obtint des Cortès l’autorisation de remplacer à sa discrétion les commandants militaires qu'il considérait contraires à la cause constitutionnelle. Il convint également de l'envoi de troupes de renfort en Catalogne, en Navarre et au Pays basque.
Les mesures militaires adoptées par le Parlement et le Gouvernement — qui s’ajoutaient à la déclaration de l’état de guerre en Catalogne le 23 juillet — portèrent leurs fruits et durant l'automne et l'hiver 1822-1823, après une dure campagne qui dura six mois, les armées constitutionnelles, dont l'un des généraux était l'ancien guérillero Espoz y Mina, renversèrent la situation et contraignirent les royalistes de Catalogne, de Navarre et du Pays basque à fuir vers France (environ 12 000 hommes) et ceux de Galice, Vieille Castille, de Léon et d’Estrémadure à fuir vers le Portugal (environ 2 000 hommes). En novembre, la Régence elle-même dut abandonner La Seu d’Urgell, dont le siège par l'armée d'Espoz y Mina avait commencé en octobre après avoir pris Cervera le mois précédent, et traverser la frontière,. La chute de La Seu d’Urgell fut une défaite de portée fondamentale. Une situation similaire se produisit dans les fiefs royalistes de villes comme Balaguer, Puigcerdà, Castelfullit ou Mequinenza.

Après la défaite, il devint clair que la seule option viable était une intervention étrangère,. Comme Pedro Rújula et Manuel Chust le soulignent, « l'échec de l'insurrection royaliste dans la seconde moitié de 1822 renforça encore la voie de l'intervention militaire extérieure ». Le comte de Villèle, chef du gouvernement français qui avait apporté un soutien considérable aux partidas realistas, dira : « les royalistes espagnols, même avec l'aide d'autres gouvernements, ne pourront jamais réaliser la contre-révolution en Espagne sans le secours d'une armée étrangère ». Avec cette déclaration, le premier pas vers l'invasion de l'Espagne par l’armée des Cent-Mille Fils de Saint Louis était fait,.